# Zeltnera quitensis
Zeltnera quitensis är en gentianaväxtart som först beskrevs av Carl Sigismund Kunth, och fick sitt nu gällande namn av G.Mans.. Zeltnera quitensis ingår i släktet Zeltnera och familjen gentianaväxter. Inga underarter finns listade i Catalogue of Life.